# Khoa học nano
Khoa học nano là ngành khoa học nghiên cứu về các hiện tượng, sự can thiệp vào các vật liệu với quy mô nguyên tử, phân tử và đại phân tử. Quy mô này tương ứng với kích thước vào cỡ vài nanômét cho đến vài trăm nanômét. Tại các quy mô đó, tính chất của vật liệu khác hẳn với tính chất của chúng tại các quy mô lớn hơn. Quy mô này cũng mang lại tên gọi cho môn khoa học này.